# علي أباد قديري (علي أباد كرمان)
علي أباد قدیري (بالفارسية: علی‌آباد قدیری) هي قرية تقع في إيران في Aliabad Rural District. يقدر عدد سكانها بـ 1,635 نسمة .